# Partia për Drejtësi, Integrim dhe Unitet
Partia për Drejtësi, Integrim dhe Unitet (Partiet for Retfærdighed, Integration og Enhed (PDIU)) er et nationalistisk politisk parti i Albanien, hvis primære formål er at fremme nationale spørgsmål. Partiets målsætning er at kæmpe for etniske mindretal. Partiet fokuserer på at fremme løsningen af de nationale konflikter med mindretal, herunder albanere i Kosovo, Makedonien, Montenegro, Presevodalen og især Cham-Albanerne. Cham-Albanere er en albansk-talende etnisk gruppe oprindeligt fra den græske del af Epeiros. De blev i 1944-45 udvist af Grækenland til Albanien. 

## Partiets baggrund
Partiet blev oprindelig stiftet i 2005 under navnet Partia për Drejtësi dhe Integrim (Partiet for Retfærdighed og Integration (PDI)) og støttede på den ene side, integration af fordrevne i det albanske samfund som helhed og videreførelse af folkekulturen i nutidens Albanien. På den anden side, krævede det at Cham-Albanerne blev kompenseret eller at de igen fik ejerskab af de ejendomme, som Grækenland havde konfiskeret ved udvisningen af Cham-Albanerne i 1944-45. Partiet ville gerne påvirke Albaniens udenrigspolitik. Tahir Muhedini var formand for partiet PDI indtil fusionen med Partia për Drejtësi dhe Unitet (Partiet for Retfærdighed og Enhed (PDU).
Ved parlamentsvalget maj 2009 indgik partiet i valg alliancen ledet af Partia Demokratike e Shqipërisë (Albaniens Demokratiske Parti (PD)), da premierminister Sali Berisha erklærede, at han støttede Cham-Albanernes erstatningskrav mod Grækenland. Ved parlamentsvalget fik partiet PDI et mandat.

## Fusionen
Den 17 februar 2011 i Tirana blev de to partier Partia për Drejtësi dhe Integrim (Partiet for Retfærdighed og Integration (PDI) og Partia për Drejtësi dhe Unitet (Partiet for Retfærdighed og Enhed (PDU) fusioneret til det nuværende navn. Begge parter var ret ens i deres ideologi og begge gjorde krav på at repræsentere Cham-Albanerne.
Shpëtim Idrizi blev partiformand for partiet, mens Tahir Muhedini blev honorær formand.

## Partiets rolle ved folketællingen 2011
I begyndelsen af oktober 2011 meddelte regeringen at der ville blive gennemført en folketælling, som for første gang siden 1989 skulle fastslå befolkningens tilhørsforhold til etniske mindretal. Partiet PDIU foreslog at regeringen ændrede loven om folketællingen, således at der kunne gives bøder på 1.000 USD til borgere, der opgav et andet etnisk tilhørsforhold end det, der stod på deres fødselsattest uanset om fødselsattesten var udstedt under kommunisttiden (før 1989)., hvor etniske minoriteter blev tvunget til at opgive deres minoritets tilhørsforhold.
På grund af denne udvikling valgte fem organisationer, der repræsenterede minoritetsgrupper i Albanien, enstemmigt at opfordre til en boykot af folketællingen. På den anden side mente partiet PDIU at det var en stor sejr, fordi det forhindrede, at ikke-grækere kunne registrere sig som tilhørende det græske mindretal.

## Parlamentsvalget 2013
Ved parlamentsvalget 2013 var partiet igen med i en valg alliance ledet af Partia Demokratike e Shqipërisë (Albaniens Demokratiske Parti (PD)) og denne gang fik partiet PDIU fire mandater og blev hermed det fjerdestørste parti i parlamentet.